# Simulační centrum Masarykovy univerzity
Simulační centrum Masarykovy univerzity je projekt, který umožňuje studentům lékařské fakulty nácvik základních lékařských úkonů i složitějších operací. Je umístěno v Univerzitním kampusu Bohunice, provoz byl zahájen v říjnu 2020. Projekt SIMU byl spolufinancován Evropskou unií.
V přízemí simulačního centra je umístěn plně vybavený urgentní příjem, na střeše je pak heliport. Studenti si mohou vyzkoušet všechny činnosti spojené s ošetřováním pacientů, příjem, diagnostiku i jednotlivé typy operací. Jednotlivá lůžka i figuríny jsou monitorovány a ovládány specializovaným softwarem, který simuluje interakci pacienta s lékařem.

## Budova
Simulační nemocnice je umístěna ve východní části kampusu, pětipatrová budova přemosťuje ulici Kamenice. Povrch přemostění a podepření podnoží je konstruován ze žlutých, trojúhelníkových dílů. V jižní části je vnitřní atrium, nad ulicí Kamenice je druhé atrium, které umožňuje průhled vnitřkem budovy.

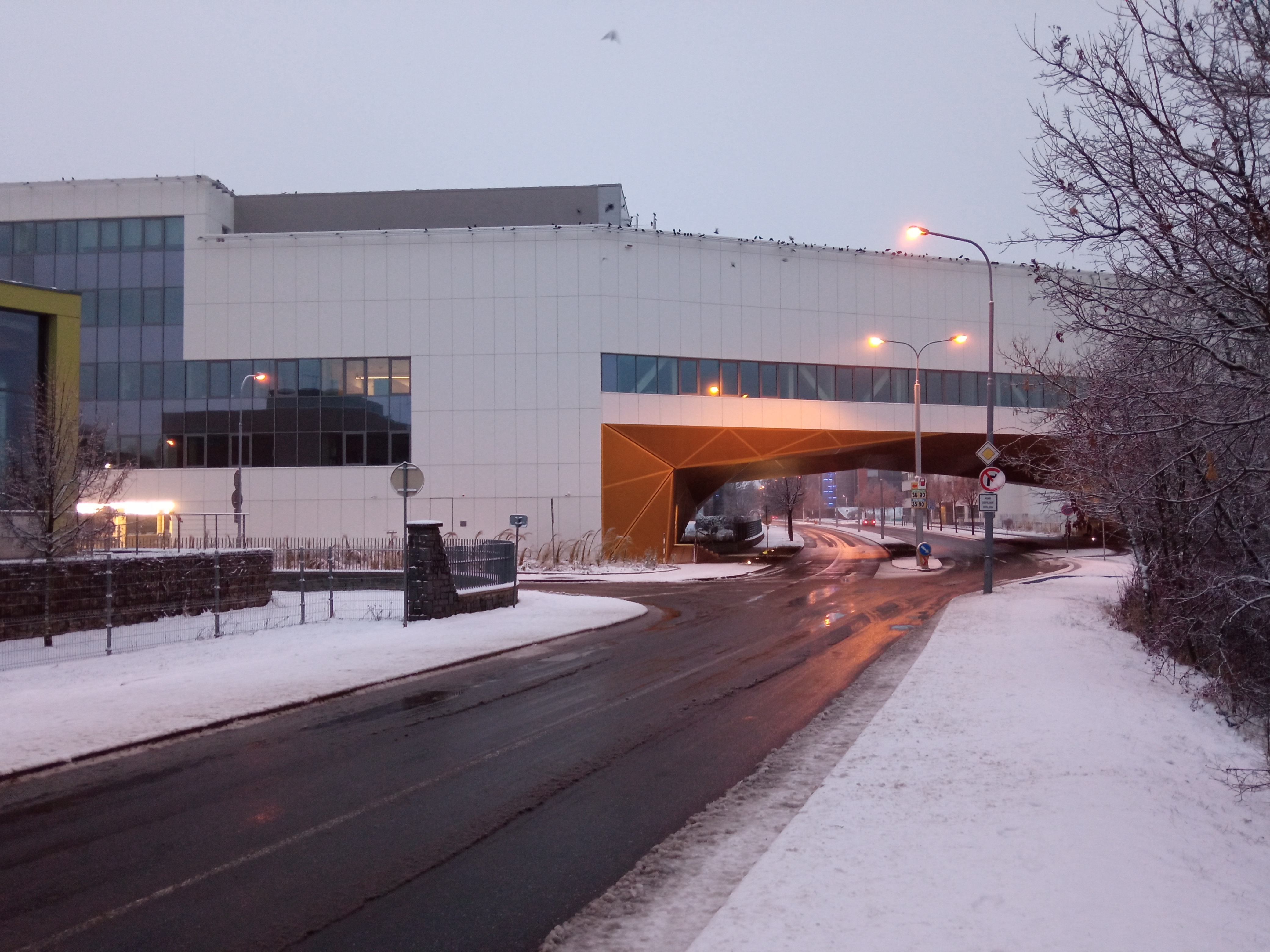
Budova simulačního centra